# Loose
A Loose (magyarul: Laza) Nelly Furtado kanadai énekesnő harmadik nagylemeze. A Geffen Records adta ki 2006. június 9-én Észak-Amerikán kívül, Kanadában és az Amerikai Egyesült Államokban pedig június 20-án. Az album nagy részén Timbaland és társa, Danja dolgozott. Elsősorban a 80-as évek zenéjének hatásai, de emellett a 21. századi kevert stílusok is vezető szerepet kaptak az album készítése során. Az album több mint 8 millió példányban kelt el világszerte, így ez Nelly Furtado legsikeresebb albuma.

## Dalok listája
Az összes dal producere Timbaland és Danja, kivétel a Showtime (Danja), a No Hay Igual (Timbaland, Danja és Nisan Stewart), a Te Busqué (Lester Mendez), a In God's Hands (Rick Nowels és Nelly Furtado) és a Do It (Timbaland).
1. Afraid featuring Attitude (Nelly Furtado, Tim "Attitude" Clayton, Nate Hills, Tim Mosley) – 3:35
2. Maneater (Furtado, Jim Beanz, Hills, Mosley) – 4:25
3. Promiscuous featuring Timbaland (Furtado, Clayton, Hills, Mosley) – 4:02
4. Glow (Furtado, Hills, Mosley, Nisan Stewart) – 4:02
5. Showtime (Furtado, Hills) – 4:15
6. No hay igual (Furtado, Hills, Mosley, Stewart) – 3:35
7. Te busqué featuring Juanes (Furtado, Juanes, Lester Mendez) – 3:38
8. Say It Right (Furtado, Hills, Mosley) – 3:43
9. Do It (Furtado, Stewart, Mosley) – 3:41
10. In God's Hands (Furtado, Rick Nowels) – 4:54
11. Wait for You (Furtado, Hills, Mosley) – 5:11
12. All Good Things (Come to an End) (Furtado, Hills, Chris Martin, Mosley) – 5:11

Bónuszdalok
- What I Wanted (Nelly Furtado, Mendez) – 4:37 (Japán/Franciaország bónusz)
- Let My Hair Down (Furtado, Gerald Eaton, Brian West) – 3:38 (Írország/Japán/UK bónusz)
Produceli Track & Field and Neil H. Pogue
- Somebody to Love (Furtado, Nowels) – 4:56 (Dél- Afrika/Ausztrália/Brazil/Európa/Hong Kong/Japán/Új Zéland/Tajvan bónusz)
Produceli Rick Nowels and Nelly Furtado
- Undercover (Furtado, Mendez) – 3:56 (B oldal/iTunes bónusz)
- Runaway – 4:14 (Target Stores bónusz)
Nellee Hooper munkája
- Maneater (portugál változat) (featuring Da Weasel) – 3:32 (Portugália bónusz)
- Te busqué (spanyol változat) (featuring Juanes) – 3:38 (Kanada/U.S./Latin-Amerika bónusz) 1
- All Good Things (Come to an End) (featuring Zero Assoluto) – 4:24 (Olaszország bónusz)

1 Spanyolországban a Te Busqué (spanyolul: Kerestelek) spanyol változata a hetedik dal, és az angol változat a bónusz.
Turnékiadás (CD2)
1. Let My Hair Down – 3:38
2. Undercover – 3:56
3. Runaway – 4:14
4. Te busqué (spanyol verzió) – 3:38
5. No hay igual (remix) featuring Calle 13 – 3:40
6. All Good Things (Come to an End) (remix) featuring Rea Garvey – 3:57
7. Crazy (élőben a Jo Whiley's Lounge-ból) – 3:24
8. Maneater (élőben Sprint Music Series-ből) – 3:00
9. Promiscuous (The Orange Lounge, élő változat) featuring Saukrates – 4:05

Amerikai újrakiadás
Bónuszdalok
1. Dar [Try spanyol verzió]
2. Te busqué [spanyol verzió] featuring Juanes
3. En las manos de Dios [In God's Hands spanyol verzió]
4. Lo bueno tiene un final [All Good Things (Come to an End) spanyol verzió]

## Ki nem adott dalok
- I Am – 4:35
Track & Field munkája
- Maneater (Timbaland remix featuring Lil' Wayne)
 Producerek: Timbaland and Danja
- Heaven Baby – 4:14
Producer: Scott Storch
- Stars

## Kislemezek
Észak-Amerika és Ausztrália
- Promiscuous
- Maneater
- Say It Right
- All Good Things (Come to an End)

Európa, Ázsia és Dél-Afrika
- Maneater
- Promiscuous
- All Good Things (Come to an End)
- Say It Right
- In God's Hands
- Do It!

Latin-Amerika
- Maneater
- No hay igual
- Promiscuous
- Te busqué
- Say It Right
- All Good Things (Come to an End)

Mexikó
Ahogy az MTV játssza:
- Maneater
- No Hay Igual (remix featuring Calle 13)
- Promiscuous
- Te Busqué
- Say It Right

Brazília
- Promiscuous
- Maneater
- Say It Right

Spanyolország
- Te busqué
- All Good Things (Come to an End)

## Lemezminősítések és eladások
- 5× platinalemez

Kanada (CRIA): 500 000 darab
Oroszország: 100 000 darab [forrás?]
- 4× platinalemez

Németország (IFPI): 800 000 darab
Svájc (IFPI): 120 000 darab
Lengyelország(ZPAV): 90 000 darab
- 3× platinalemez

Egyesült Királyság (BPI): 900,000+ darab
Ausztrália (ARIA): 140,000 darab
Európa (IFPI): 3 000 000 darab
- 2× platinalemez

Portugália (AFP) 40 000 darab
Ausztria (IFPI): 60 000 darab
Egyesült Államok (Amerikai Hanglemezgyártók Szövetsége): 2 000 000 darab [forrás?]
Új-Zéland (RIANZ): 30 000 darab
- 1× platinalemez

Franciaország (Syndicat National de l’Édition Phonographique): 260 000 darab
Olaszország (FIMI): 80 000 darab
Belgium (IFPI): 50 000 darab
Dél-Afrika (RISA): 50 000 darab
- Aranylemez

Mexikó (AMPROFON): 50 000 darab
Brazília: (ABPD): 50 000 darab
Spanyolország (PROMUSICAE) 40,000 darab
Svédország (IFPI): 30 000 darab
Görögország (IFPI): 10 000 darab
Hollandia (NVPI): 35 000 darab
Norvégia (IFPI): 15 000 darab
- Világszerte

Media Traffic: 7 472 000 darab 